# Досвід марення любовної чарівності
«Досвід марення любовної чарівності» — радянський художній фільм 1991 року, знятий режисером Валерієм Огородніковим на кіностудії «Ленфільм».

## Сюжет
Він і Вона — пацієнти божевільні. Їхня любовна історія не піддається точному викладу. Мотиви дій неоднозначні. Але режисер і не прагнув вибудувати раціональну схему сильного і вистражданого по-шекспірівському кохання. Скоріше його хвилювало питання: що ж відбувається з душею, коли в неї вселяється кохання.

## У ролях
- Марина Пиренкова — Паша
- Сергій Афанасьєв — Євген
- Олександр Романцов — головлікар
- Олександр Воробйов — Анатолій Іванович, санітар
- Світлана Гайтан — лікар
- Олексій Зубарєв — чоловік Паши
- Адольф Кяйс — роль другого плану
- Тетяна Лютаєва — пацієнтка
- Олена Маркіна — санітарка
- Володимир Дятлов — пацієнт
- Яків Степанов — пацієнт
- Сергій Мучеников — епізод
- Віктор Ботян — епізод
- Євген Барков — пацієнт
- В. Васильєв — епізод
- Анатолій Кондюбов — боксер
- Валентина Смирнова — пацієнтка
- Микола Беззубов — епізод
- Тамара Уржумова — лікар
- Лариса Шумілкіна — пацієнтка в окулярах
- Володимир Юр'єв — пацієнт
- Віктор Ветліцин — епізод
- Марк Лейбович — епізод
- Олександр Васильєв — епізод
- Валентина Єгоренкова — начальник пошивальної майстерні
- Олександр Зав'ялов — даїшник Давданюк
- Клара Корабліна — епізод
- Галина Баркова — пацієнтка
- Світлана Кірєєва — епізод
- Ольга Бєляєва — епізод
- Олександр Блок — епізод
- Анна Афанасьєва — епізод

## Знімальна група
- Режисер — Валерій Огородніков
- Сценарист — Валерій Огородніков
- Оператор — Сергій Некрасов
- Композитор — Едісон Денисов
- Художник — Віктор Іванов
- Продюсер — Олександр Голутва